# Bálint Balassi
Bálint Balassi, în slovacă Valentín Balaša, (n. 1554, Zólyom, azi Zvolen, Slovacia – d. 1594), baron de Modrý Kameň și Gyarmat, a fost un poet renascentist maghiar, scriitor de limbă maghiară și slovacă. A pus bazele poeziei maghiare moderne și a fost primul autor de lirică erotică maghiară.
A urmat școala în Nürnberg. Împreună cu tatăl său a luat parte la războaiele antiotomane purtate de Casa de Habsburg. În contextul disputei ivite între împăratul Ferdinand I și Ștefan Báthory privind funcția de principe al Transilvaniei, Balassi a căzut prizonier al principelui Báthory, care l-a luat cu el în Regatul Poloniei și Lituaniei, de unde l-a eliberat în 1577.
Balassi a fost unul din poligloții timpului său, vorbind din tinerețe opt limbi.
Prima lui publicație a fost traducerea poemului german Wurlzgertlein für die krancken Seelen, editată la Cracovia.

## Imagini

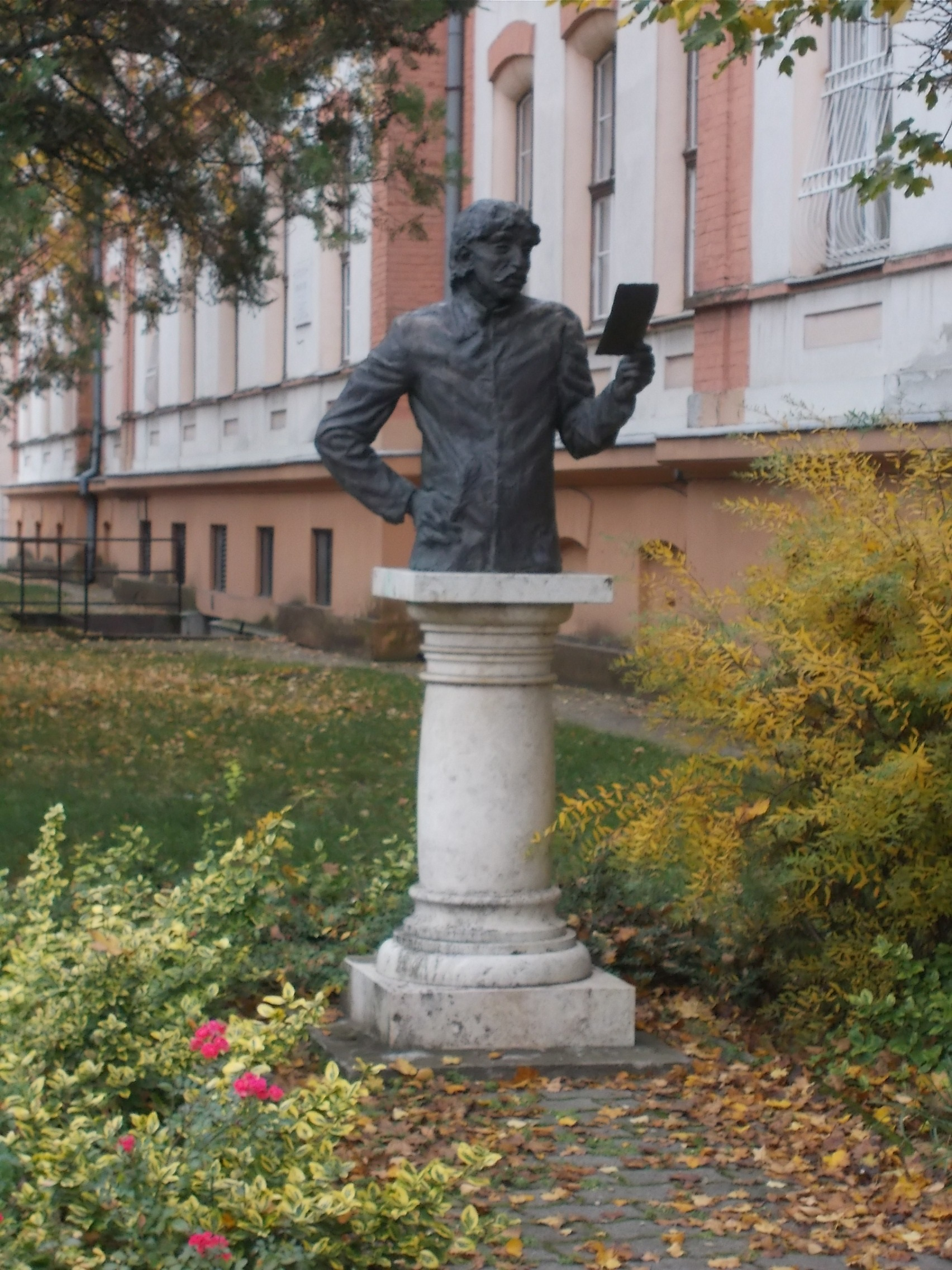
Bustul lui Bálint Balassi din orașul  Balassagyarmat (Ungaria)
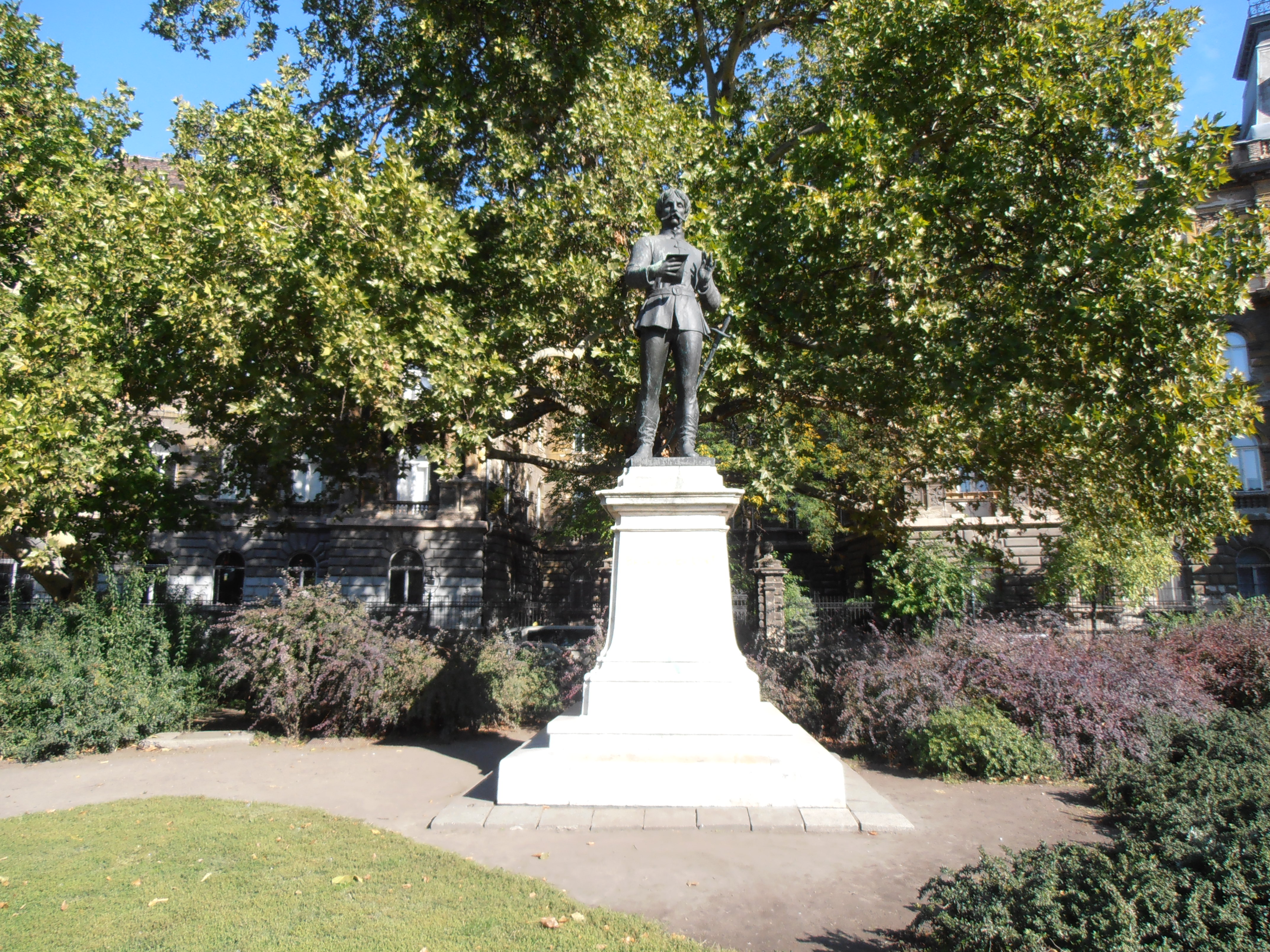
Statuia lui Balassi din Budapesta
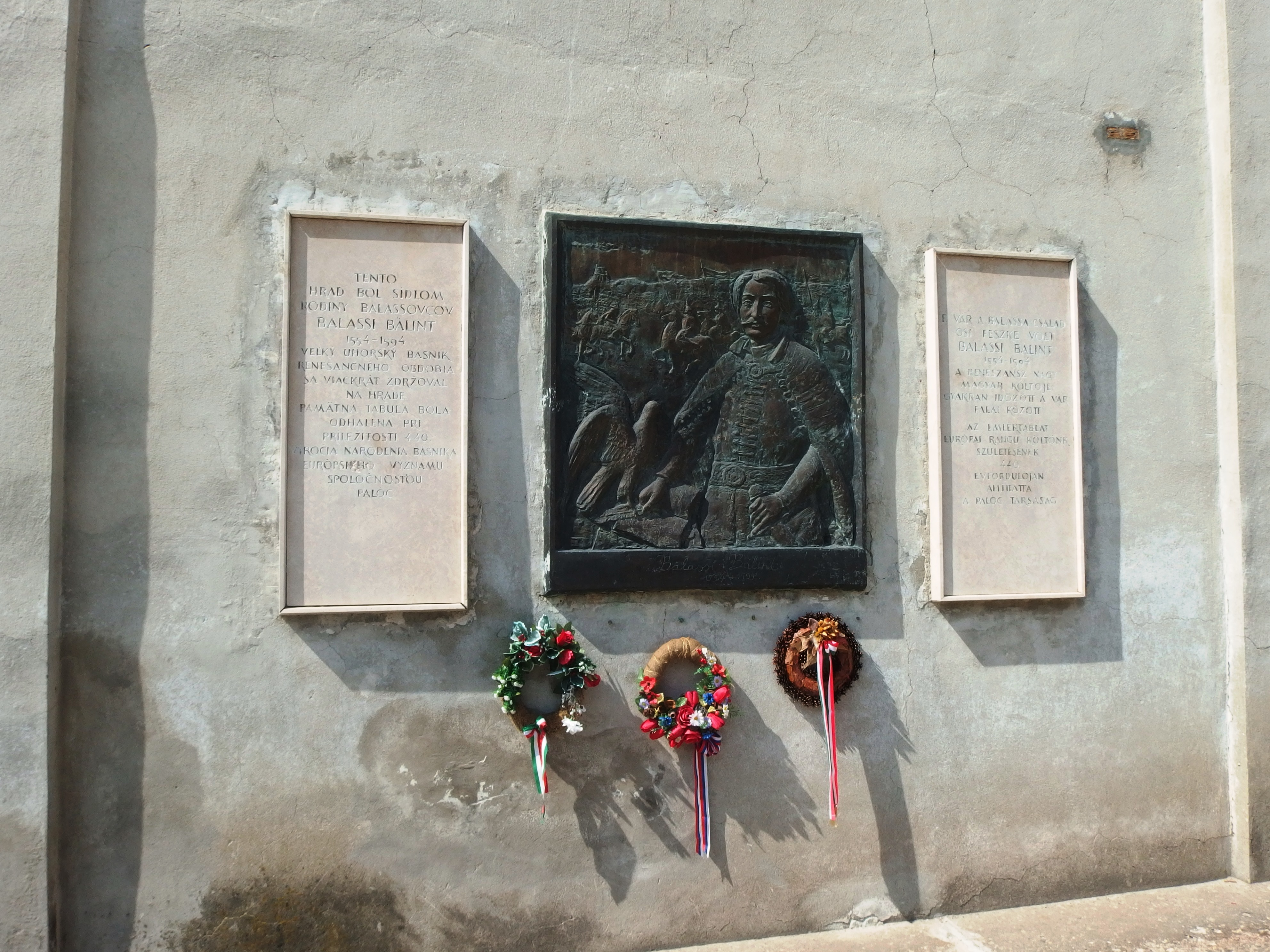
Basorelief la castelul Modrý Kameň din Slovacia
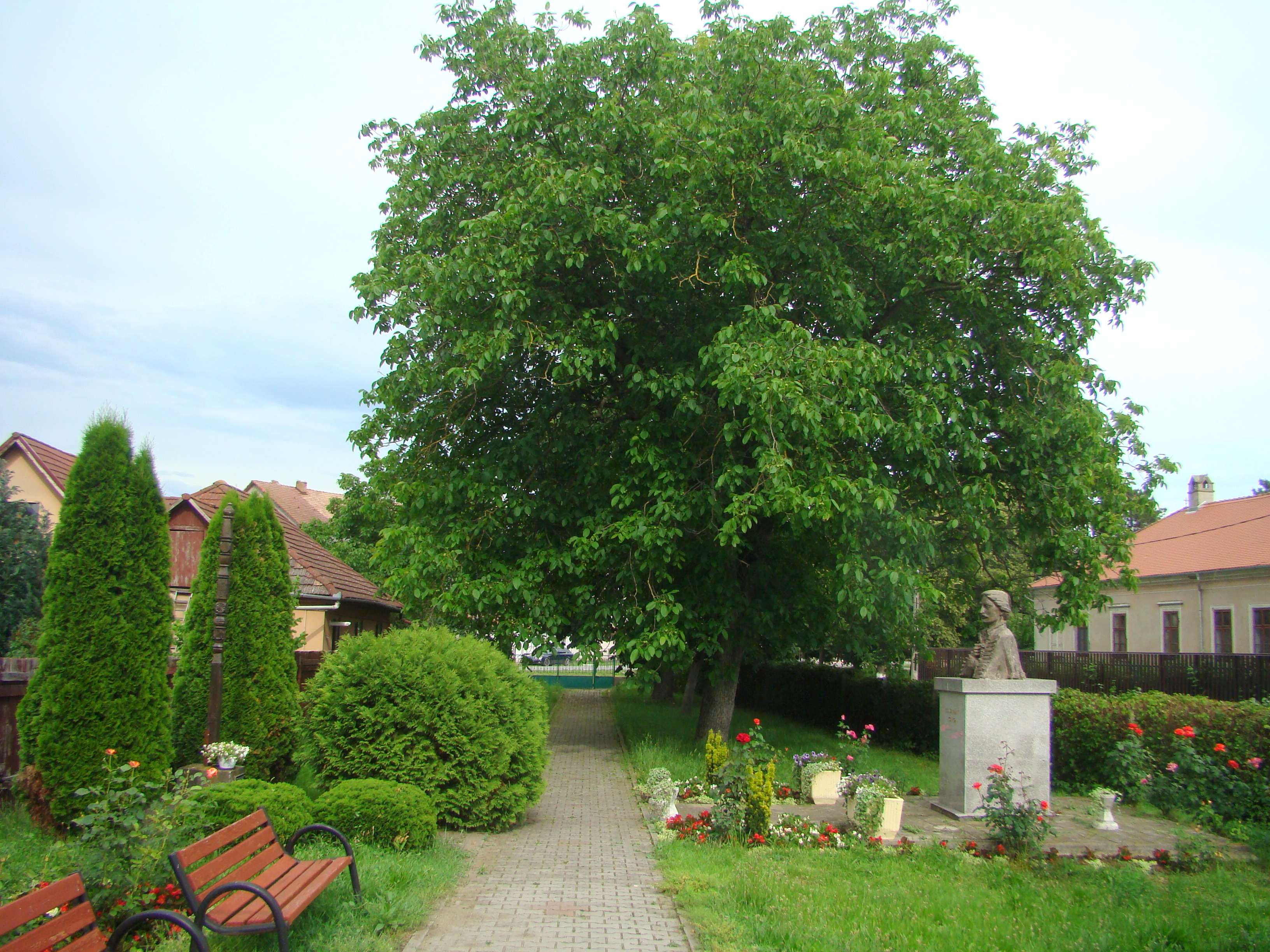
Bustul lui Bálint Balassi din Sânpaul
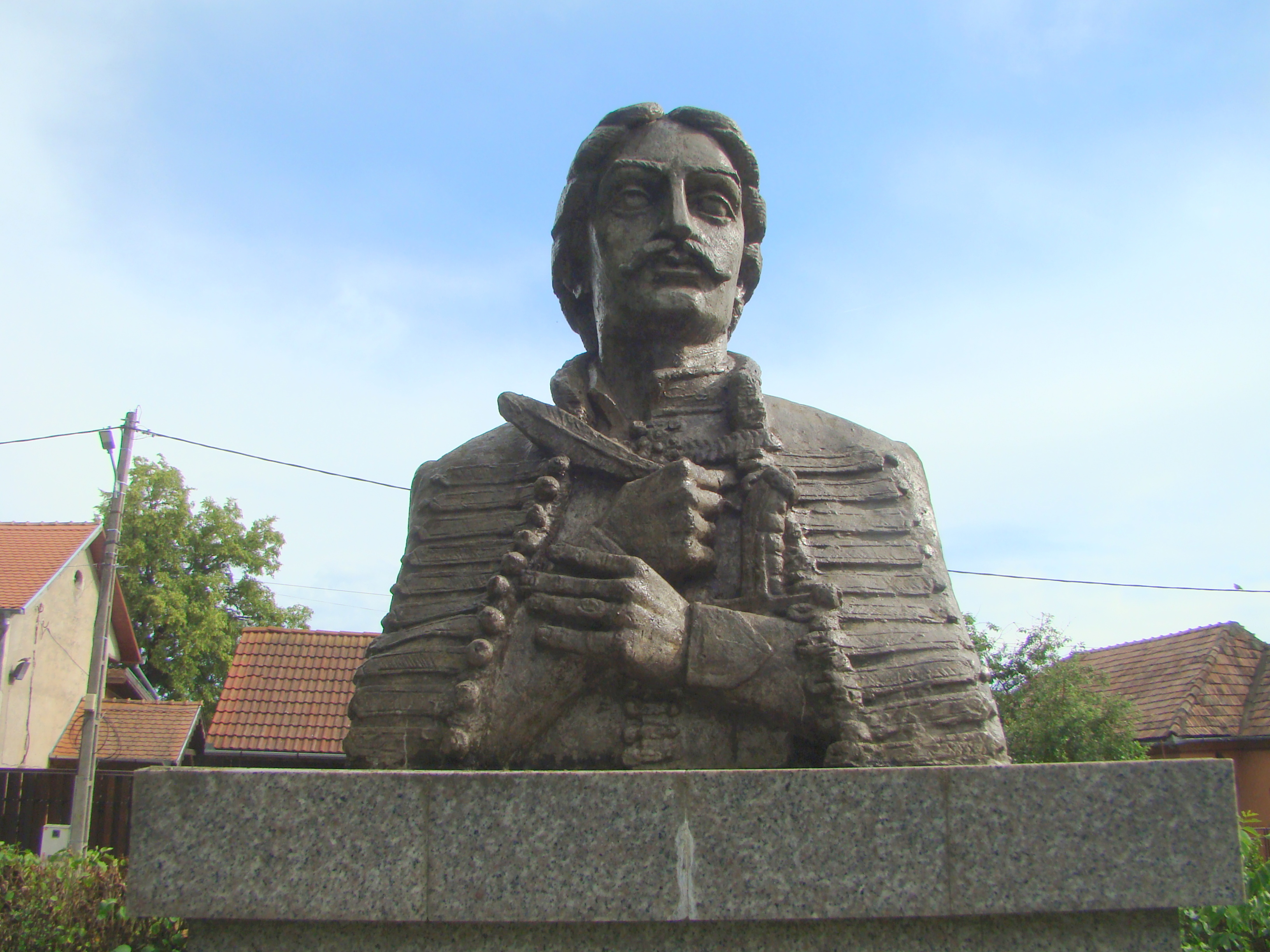
Bustul lui Bálint Balassi din Sânpaul
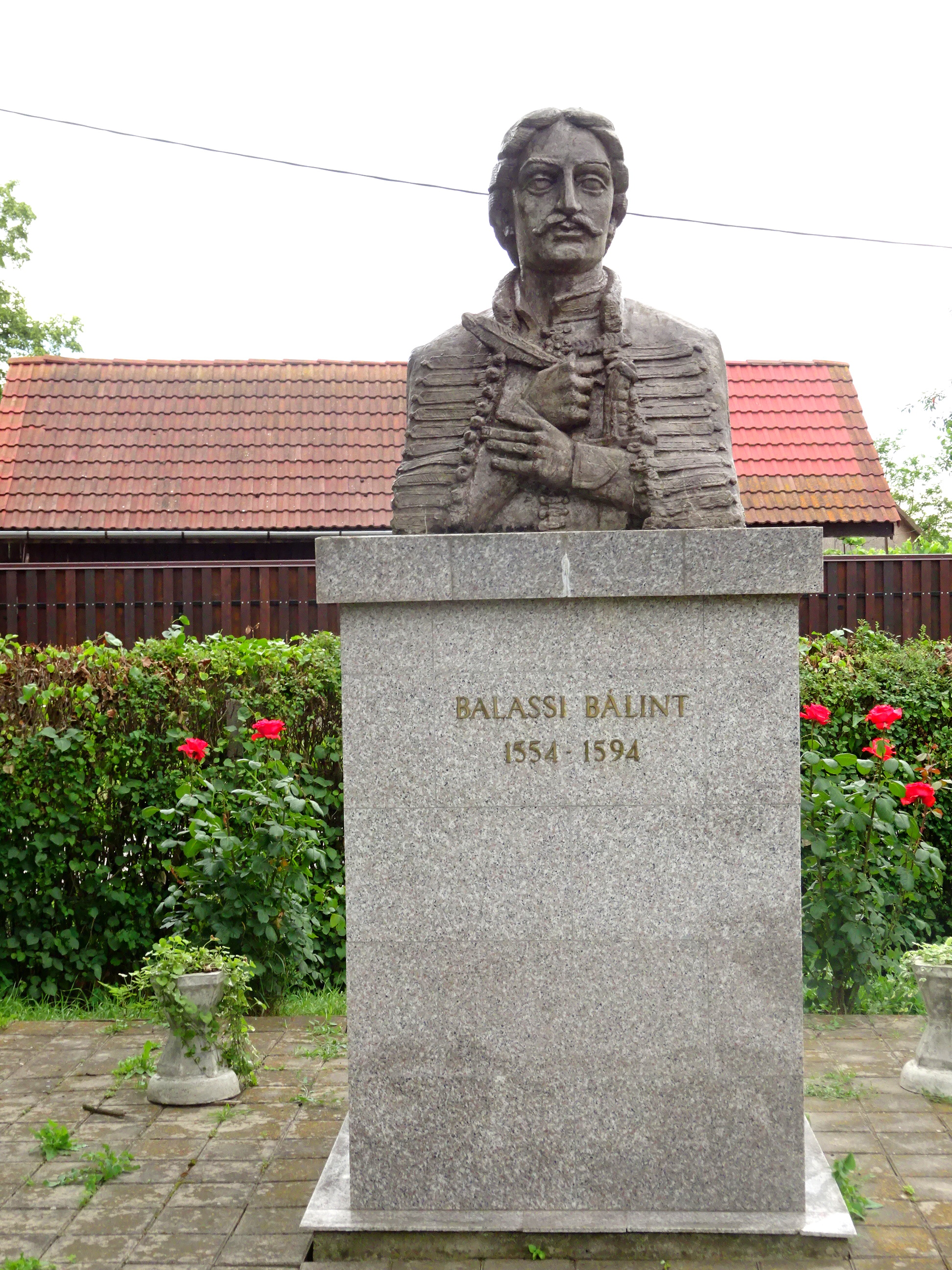
Bustul lui Bálint Balassi din Sânpaul